# Webster Hall
De Webster Hall is een bouwwerk in de Amerikaanse stad New York. Het werd gebouwd in 1886 en is na een renovatie in 1992 in beheer gekomen van de gebroeders Ballinger. Op 18 maart 2008 werd de Webster Hall (inclusief bijgebouw) aangewezen als New York City Landmark.
Het gebouw dient als nachtclub, concertzaal en opnamestudio. De maximumcapaciteit bedraagt 2500 toeschouwers (inclusief nachtclub), de concertzaal biedt ruimte voor maximaal 1400 toeschouwers.

## Geschiedenis

### 1886 – 1940

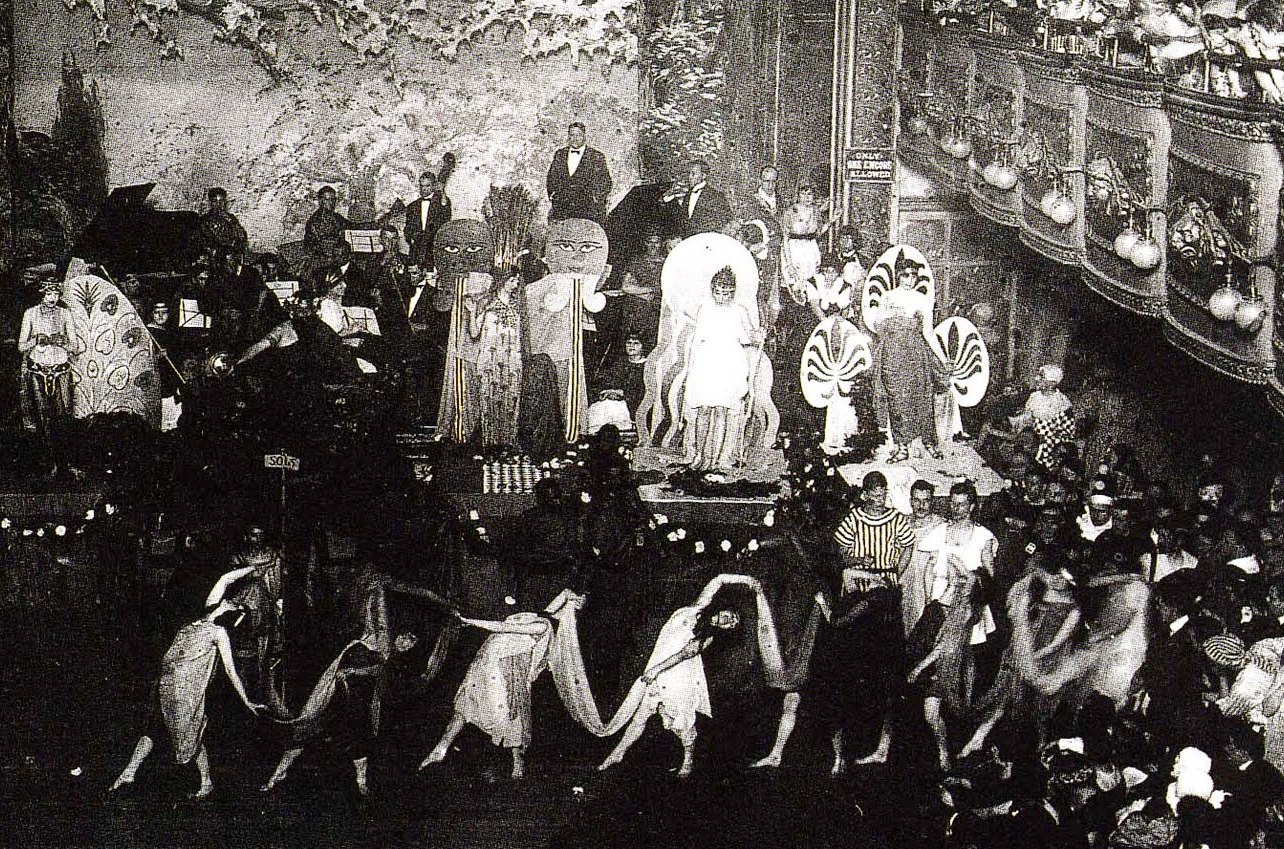
Een gemaskerd bal in de grote balzaal van de Webster Hall.

De Webster Hall werd gebouwd in 1886 en werd ontworpen door Charles Rentz. Hij koos voor een Queen Anne-stijl en een mansardedak. Zes jaar later werd Rentz opnieuw gevraagd, hij ontwierp een bijgebouw in neorenaissancestijl en gebruikte daarbij dezelfde materialen als het hoofdgebouw. In 1902, 1911, 1930, 1938 en 1949 werd het gebouw geplaagd door brand. Het originele mansardedak ging verloren bij een van deze branden.
Opdrachtgever van de Webster Hall was Charles Goldstein. Goldstein was beheerder van het gebouw en woonde tot zijn overlijden in 1898 in het bijgebouw samen met zijn familie. Het hoofdgebouw functioneerde als zaalverhuur.
In 1912 organiseerde de Amerikaanse anarchiste Emma Goldman een optocht door de stad, met daaropvolgend een diner in de Webster Hall voor kinderen van stakende arbeidslieden. Dit om de problematiek rondom de arbeidersklasse te dramatiseren. In 1916 functioneerde het gebouw als hoofdkwartier van de International Ladies' Garment Workers' Union. Het verdedigingscomité van Nicola Sacco en Bartolomeo Vanzetti kwam in 1920 samen in de Webster Hall.
In de jaren 10 en 20 werden er vooral gemaskerde ballen in de Webster Hall georganiseerd door de bohemiense bevolking van New York.
Het gebouw kreeg destijds de bijnaam Devil's Playhouse van het socialistische tijdschrift The Masses. Er werden namelijk meer wilde en gewaagde evenementen in het gebouw georganiseerd, waarbij onder andere Marcel Duchamp, Man Ray, Francis Picabia, Charles Demuth en F. Scott Fitzgerald aanwezig waren. De drooglegging zorgde er niet voor dat er geen alcohol werd genuttigd tijdens deze evenementen, de lokale politiek en politie hanteerden een gedoogbeleid. Tevens ging destijds het gerucht rond dat Al Capone de toenmalige eigenaar van het pand was.

### 1950 – 1980
Sinds de jaren 50 werden er concerten gegeven in de Webster Hall. Van 1953 tot 1968 was het pand eigendom van RCA Records, die het als opnamestudio gebruikte. De originele versie van het nummer Hello, Dolly! werd door Carol Channing opgenomen in de Webster Hall Studios. Daarnaast namen ook Julie Andrews, Harry Belafonte, Tony Bennett, Ray Charles, Perry Como, Elvis Presley en Frank Sinatra muziek op in het gebouw. Op 2 februari 1962 speelde Bob Dylan mondharmonica op een nummer van Harry Belafonte, wat in de boeken ging als de eerste muziekopname van Dylan.
In 1970 werd de culturele organisatie Unity Gallega eigenaar van het terrein en daarmee ook het pand. Unity Gallega vertegenwoordigt en promoot personen met een culturele achtergrond uit de Spaanse regio Galicië.

### 1980 – 2016

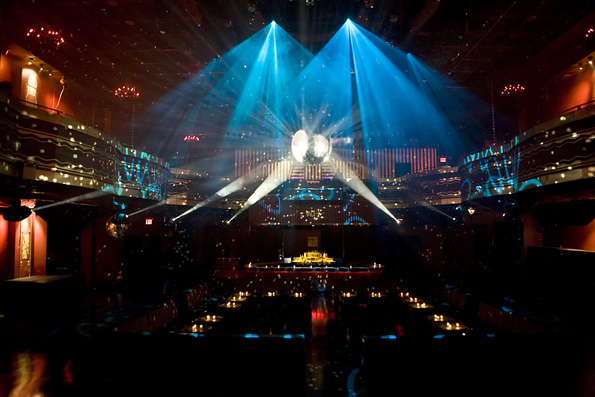
De huidige grote balzaal van de Webster Hall.

Op 1 mei 1980 opende The Ritz haar deuren in het pand van de Webster Hall. Het gebouw functioneerde sindsdien als showcase voor nieuwe rockartiesten. Aerosmith, B.B. King, Eric Clapton, Guns N' Roses, KISS, Prince, The Pretenders, Metallica, Sting, Tina Turner en U2 gaven optredens in The Ritz. The Ritz verhuisde in 1989 naar een nieuwe locatie, waardoor de Webster Hall weer beschikbaar werd. De gebroeders Ballinger openden in 1992 de gerestaureerde Webster Hall waarbij gebruik werd gemaakt van nieuwe audio-, video- en lichttechnologie, waarmee de oude kleurstelling kon worden nagebootst.
Door de druk van de vastgoedontwikkeling zag de Greenwich Village Society for Historic Preservation (GVSHP) zich genoodzaakt om het karakter van de unieke historische bouwwerken in Greenwich Village te beschermen. In de zomer van 2007 bracht de GVSHP advies uit aan de Landmarks Preservation Commission om het gebouw aan te merken als cultureel erfgoed. Laatstgenoemde organisatie stemde hierover en wees daarna het gebouw aan als New York City Landmark.
In de herfst van 2016 werd het gebouw genomineerd voor de Nightclub of the Year (Nachtclub van het Jaar)-prijs van het Amerikaanse vakblad Pollstar. De prijs werd daadwerkelijk in ontvangst genomen in februari 2017.

### 2017 – heden
Op 2 april 2017 werd bekendgemaakt dat de Webster Hall voor 35 miljoen Amerikaanse dollar zou worden overgenomen door Brooklyn Sports Entertainment, onderdeel van de Anschutz Entertainment Group (AEG). De 267 werknemers kregen op 4 mei 2017 te horen dat hun contracten werden ontbonden. Later in de maand werd bekendgemaakt dat het gebouw voor twee jaar zou worden gerenoveerd en in eind 2019 of begin 2020 zou heropenen. Na de renovatie zouden er voornamelijk concerten en sportevenementen plaatsvinden.
De koop werd afgerond in juli 2017, de laatste voorstelling voor de sluiting werd gegeven op 9 augustus 2017. Ondanks de bijstelling naar drie jaar werd de Webster Hall na een renovatie van 10 miljoen Amerikaanse dollar heropend op 27 april 2019 met een concert van Jay-Z.